# Satoshi Ishii
Satoshi Ishii (en japonés: 石井 慧, Ishii Satoshi, Ibaraki, 19 de diciembre de 1986) es un deportista japonés nacionalizado croata que compitió en judo, artes marciales mixtas (MMA), kick boxing, boxeo y submission wrestling. Hasta 2019 competía bajo la bandera de Japón.

## Carrera en judo
Participó en los Juegos Olímpicos de Pekín 2008, obteniendo una medalla de oro en la categoría de +100 kg. En los Juegos Asiáticos de 2006 consiguió una medalla de plata en la categoría de –100 kg.

### Palmarés internacional
| Representando a Japón |               |                  |           |
| Juegos Olímpicos      |               |                  |           |
| Año                   | Lugar         | Medalla          | Categoría |
| 2008                  | Pekín (China) | Medalla de oro   | +100 kg   |
| Juegos Asiáticos      |               |                  |           |
| Año                   | Lugar         | Medalla          | Categoría |
| 2006                  | Doha (Catar)  | Medalla de plata | –100 kg   |

## Carrera en artes marciales mixtas
Después de haber ganado la medalla de oro en los Juegos Olímpicos de Pekín 2008, decidió cambiarse a las artes marciales mixtas. Disputó su primer combate como profesional en diciembre de 2009 contra el japonés Hidehiko Yoshida, también campeón olímpico en judo, perdiendo por decisión unánime en tres asaltos. Tras ese traspié, continuó participando en eventos de X-plosion, DREAM, K-1, IGF, Bellator, PFL, entre otros, obteniendo victorias frente a rivales como el japonés Ikuhisa Minowa, el francés Jérôme Le Banner, los estadounidenses Tim Sylvia y Jeff Monson o el británico Heath Herring. En total, en su carrera profesional disputó 39 combates, con un saldo de 25 victorias, 13 derrotas y un empate.

### Récord profesional
| Récord profesional | Récord profesional | Récord profesional |
| 39 combates        | 25 victorias       | 13 derrotas        |
| Nocaut             | 3                  | 6                  |
| Sumisión           | 12                 | 0                  |
| Decisión           | 10                 | 7                  |
| Empates            | 1                  | 1                  |
| ------------------ | ------------------ | ------------------ |

| Resultado | Récord | Oponente           | Método                            | Evento                                                 | Fecha                    | Ronda | Tiempo | Localización            | Notas                                     |
| --------- | ------ | ------------------ | --------------------------------- | ------------------------------------------------------ | ------------------------ | ----- | ------ | ----------------------- | ----------------------------------------- |
| Victoria  | 16–8–1 | Björn Schmiedeberg | Sumisión (kimura)                 | Final Fight Championship 30                            | 21 de octubre de 2017    | 1     | 2:31   | Linz                    |                                           |
| Derrota   | 15–8–1 | Ivan Shtyrkov      | TKO (golpes)                      | RCC Boxing Promotions: Russia vs Japan                 | 9 de julio de 2017       | 2     | 3:43   | Yekaterinburg           |                                           |
| Victoria  | 15–7–1 | Heath Herring      | Decisión (unánime)                | Rizin FF 5: Sakura                                     | 16 de abril de 2017      | 2     | 5:00   | Yokohama                |                                           |
| Derrota   | 14–7–1 | Muhammed Lawal     | Decisión (unánime)                | Bellator 169                                           | 16 de diciembre de 2016  | 3     | 5:00   | Dublín                  |                                           |
| Derrota   | 14–6–1 | Quinton Jackson    | Decisión (dividida)               | Bellator 157: Dynamite 2                               | 24 de junio de 2016      | 3     | 5:00   | San Luis, Misuri        |                                           |
| Derrota   | 14–5–1 | Jiri Prochazka     | KO (patada a la cabeza y golpes)  | Rizin Fighting Federation 1                            | 29 de diciembre de 2015  | 1     | 1:36   | Saitama, Japón          | Torneo de Peso Pesado (cuartos de final). |
| Victoria  | 14–4–1 | William Penn       | Sumisión (rear-naked choke)       | Inoki Genome Fight 4                                   | 29 de agosto de 2015     | 1     | 3:07   | Tokio, Japón            |                                           |
| Victoria  | 13–4–1 | Nick Rossborough   | Sumisión (kimura)                 | Inoki Genome Fight 3                                   | 11 de abril de 2015      | 1     | 4:22   | Tokio, Japón            |                                           |
| Derrota   | 12–4–1 | Mirko Filipović    | TKO (patada a la cabeza y golpes) | Inoki Bom-Ba-Ye 2014                                   | 31 de diciembre de 2014  | 2     | 5:00   | Tokio, Japón            | Por el Campeonato de IGF.                 |
| Derrota   | 12–3–1 | Mirko Filipović    | TKO (parada médica)               | Inoki Genome Fight 2                                   | 23 de agosto de 2014     | 2     | 2:37   | Tokio, Japón            | Perdió el Campeonato de IGF.              |
| Victoria  | 12–2–1 | Phil De Fries      | Decisión (unánime)                | Inoki Genome Fight 1                                   | 5 de abril de 2014       | 2     | 5:00   | Tokio, Japón            |                                           |
| Victoria  | 11–2–1 | Kazuyuki Fujita    | Decisión (unánime)                | Inoki Bom-Ba-Ye 2013                                   | 31 de diciembre de 2013  | 3     | 5:00   | Tokio, Japón            | Ganó el Campeonato de IGF.                |
| Victoria  | 10–2–1 | Jeff Monson        | Decisión (unánime)                | M-1 Challenge 42                                       | 20 de octubre de 2013    | 3     | 5:00   | San Petersburgo, Rusia  |                                           |
| Victoria  | 9–2–1  | Clayton Jones      | TKO (golpes)                      | IGF: GENOME 27                                         | 20 de julio de 2013      | 1     | 0:35   | Osaka, Japón            |                                           |
| Victoria  | 8–2–1  | Pedro Rizzo        | Decisión (unánime)                | IGF: GENOME 26                                         | 26 de mayo de 2013       | 3     | 5:00   | Tokio, Japón            |                                           |
| Victoria  | 7–2–1  | Kerry Schall       | Sumisión (americana)              | IGF: GENOME 25                                         | 20 de marzo de 2013      | 1     | 2:43   | Fukuoka, Japón          |                                           |
| Victoria  | 6–2–1  | Sean McCorkle      | Sumisión (kimura)                 | IGF: GENOME 24                                         | 23 de febrero de 2013    | 1     | 2:41   | Tokio, Japón            |                                           |
| Victoria  | 5–2–1  | Tim Sylvia         | Decisión (unánime)                | Inoki-Bom-Ba-Ye 2012                                   | 31 de diciembre de 2012  | 3     | 5:00   | Tokio, Japón            |                                           |
| Derrota   | 4–2–1  | Fedor Emelianenko  | KO (golpes)                       | Fight For Japan: Genki Desu Ka Omisoka 2011            | 31 de diciembre de 2011  | 1     | 2:29   | Saitama, Japón          |                                           |
| Empate    | 4–1–1  | Paulo Filho        | Empate                            | Amazon Forest Combat 1                                 | 14 de septiembre de 2011 | 3     | 5:00   | Manaus, Brasil          |                                           |
| Victoria  | 4–1    | Jérôme Le Banner   | Decisión (unánime)                | Dynamite!! 2010                                        | 31 de diciembre de 2010  | 3     | 5:00   | Saitama, Japón          |                                           |
| Victoria  | 3–1    | Katsuyori Shibata  | Sumisión (kimura)                 | K-1 World MAX 2010 World Championship Tournament Final | 8 de noviembre de 2010   | 1     | 3:30   | Tokio, Japón            |                                           |
| Victoria  | 2–1    | Ikuhisa Minowa     | Decisión (unánime)                | Dream 16                                               | 25 de septiembre de 2010 | 2     | 5:00   | Nagoya, Japón           |                                           |
| Victoria  | 1–1    | Tafa Misipati      | Sumisión (armbar)                 | X-plosion: New Zealand vs. Japan                       | 15 de mayo de 2010       | 1     | 2:42   | Auckland, Nueva Zelanda |                                           |
| Derrota   | 0–1    | Hidehiko Yoshida   | Decisión (unánime)                | Dynamite!! 2009                                        | 31 de diciembre de 2009  | 3     | 5:00   | Tokio, Japón            |                                           |

## Carrera enkick boxing
El 3 de agosto de 2021 anunció que había firmado por K-1. Su debut se produjo el 20 de septiembre de 2021 frente a Ryo Aitaka, combate que ganó por decisión unánime.

## Carrera en boxeo
Su debut profesional en boxeo fue el 14 de agosto de 2022 frente a Shuho Takayama. Ganó el combate por decisión mayoritaria.

## Carrera ensubmission wrestling
El 19 de diciembre de 2020 peleó contra Mason Fowler por el campeonato absoluto de Submission Underground, perdiendo por sumisión.

### Récord profesional
| Récord profesional | Récord profesional | Récord profesional |
| 5 combates         | 1 victoria         | 1 derrota          |
| Empates            | 3                  | 3                  |
| ------------------ | ------------------ | ------------------ |

| Resultado | Récord | Oponente             | Método          | Evento      | Fecha                  | Localización                | Notas |
| --------- | ------ | -------------------- | --------------- | ----------- | ---------------------- | --------------------------- | ----- |
| Derrota   | 1–1–3  | Daniel Strauss       | Puntos          | Polaris 8   | 9 de diciembre de 2018 | Cardiff, Reino Unido        |       |
| Victoria  | 1–0–3  | Frank Mir            | Descalificación | Quintet 3   | 5 de octubre de 2018   | Las Vegas, Estados Unidos   |       |
| Empate    | 0–0–3  | Geo Martinez         | Empate          | Quintet 2   | 15 de julio de 2018    | Tokio, Japón                |       |
| Empate    | 0–0–2  | Marcos de Souza      | Empate          | Quintet     | 11 de abril de 2018    | Tokio, Japón                |       |
| Empate    | 0–0–1  | Vladímir Matiushenko | Empate          | Metamoris 7 | 17 de julio de 2016    | Los Ángeles, Estados Unidos |       |

## Vida personal
En 2019 obtuvo la nacionalidad croata y tuvo que renunciar a la nacionalidad japonesa debido a la política japonesa que impide la múltiple nacionalidad.